# جزيرة هرشل
جزيرة هرشل جزيرة كندية تبلغ مساحتها 5 كلم مربع تقع في بحر بيوفورت ضمن المحيط المتجمد الشمالي قبالة سواحل مقاطعة يوكون وموضوع على اللائحة المؤقتة لمواقع التراث العالمي .

## معرض صور

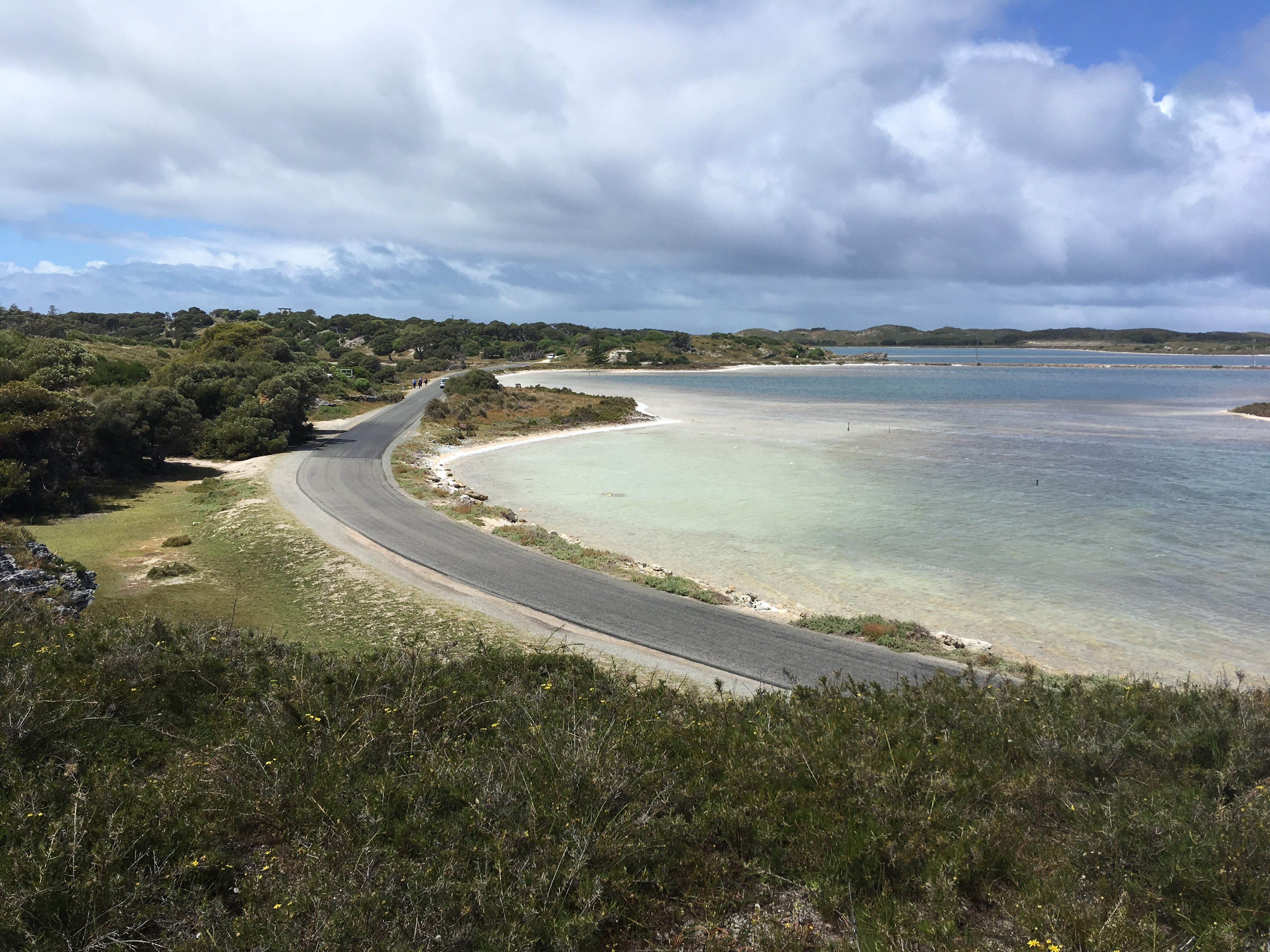
بحيرة هرشل
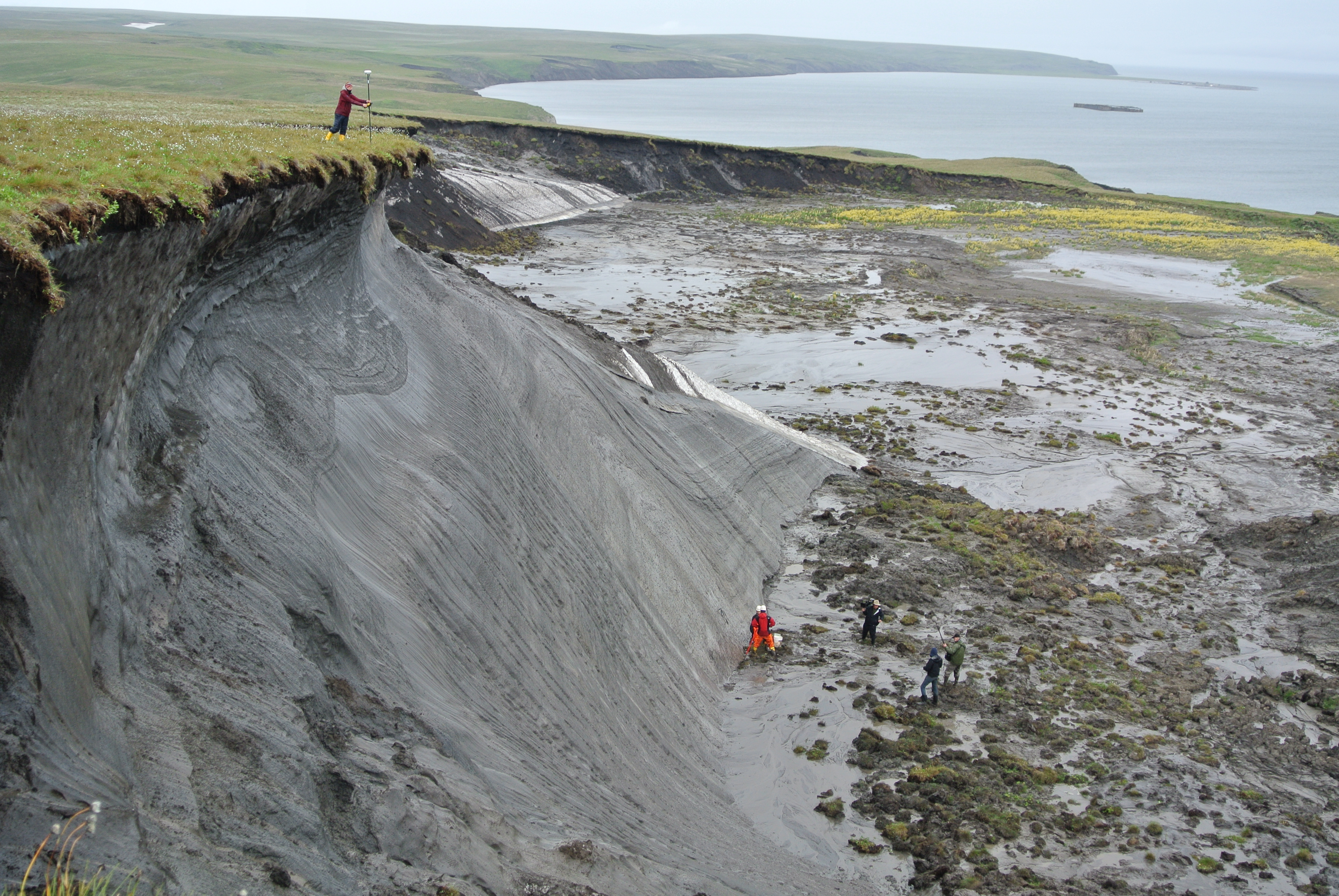
التربة الصقيعية الدائمة في جزيرة هيرشل
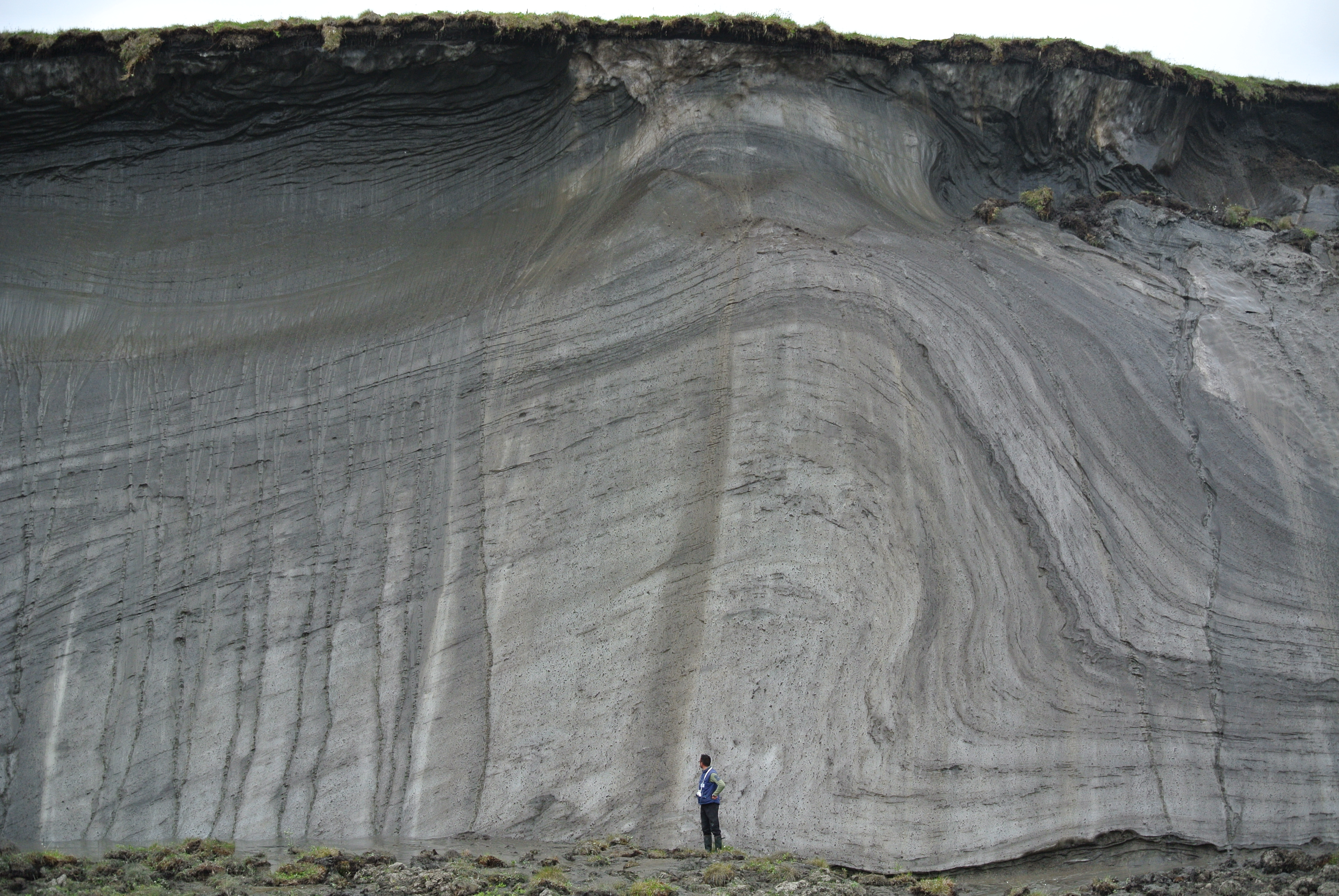
التربة الصقيعية
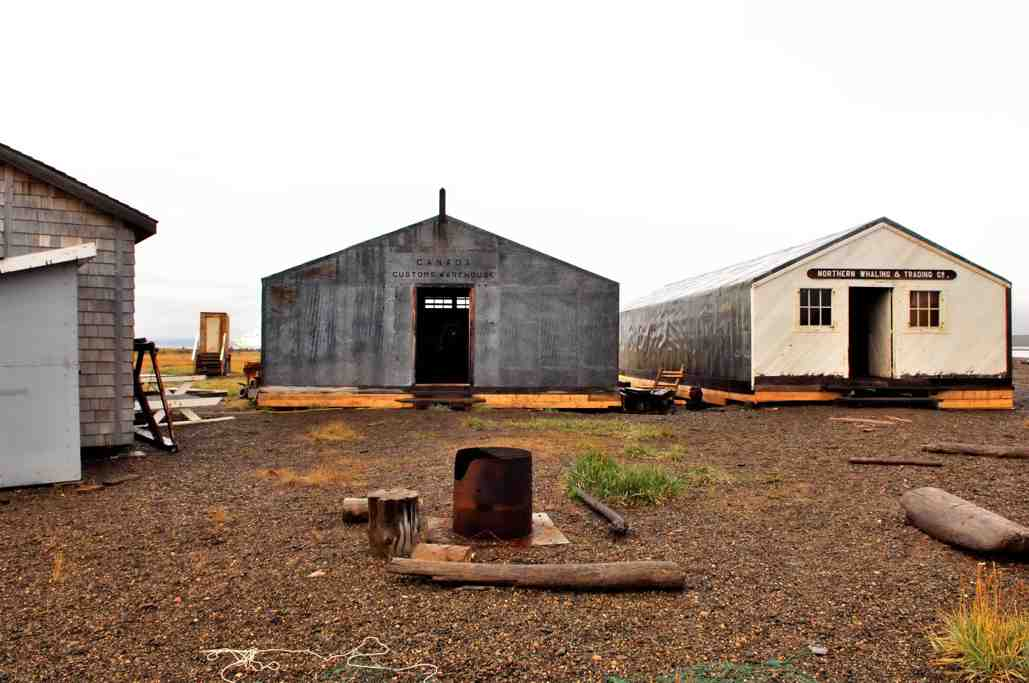
جزيرة هرشل
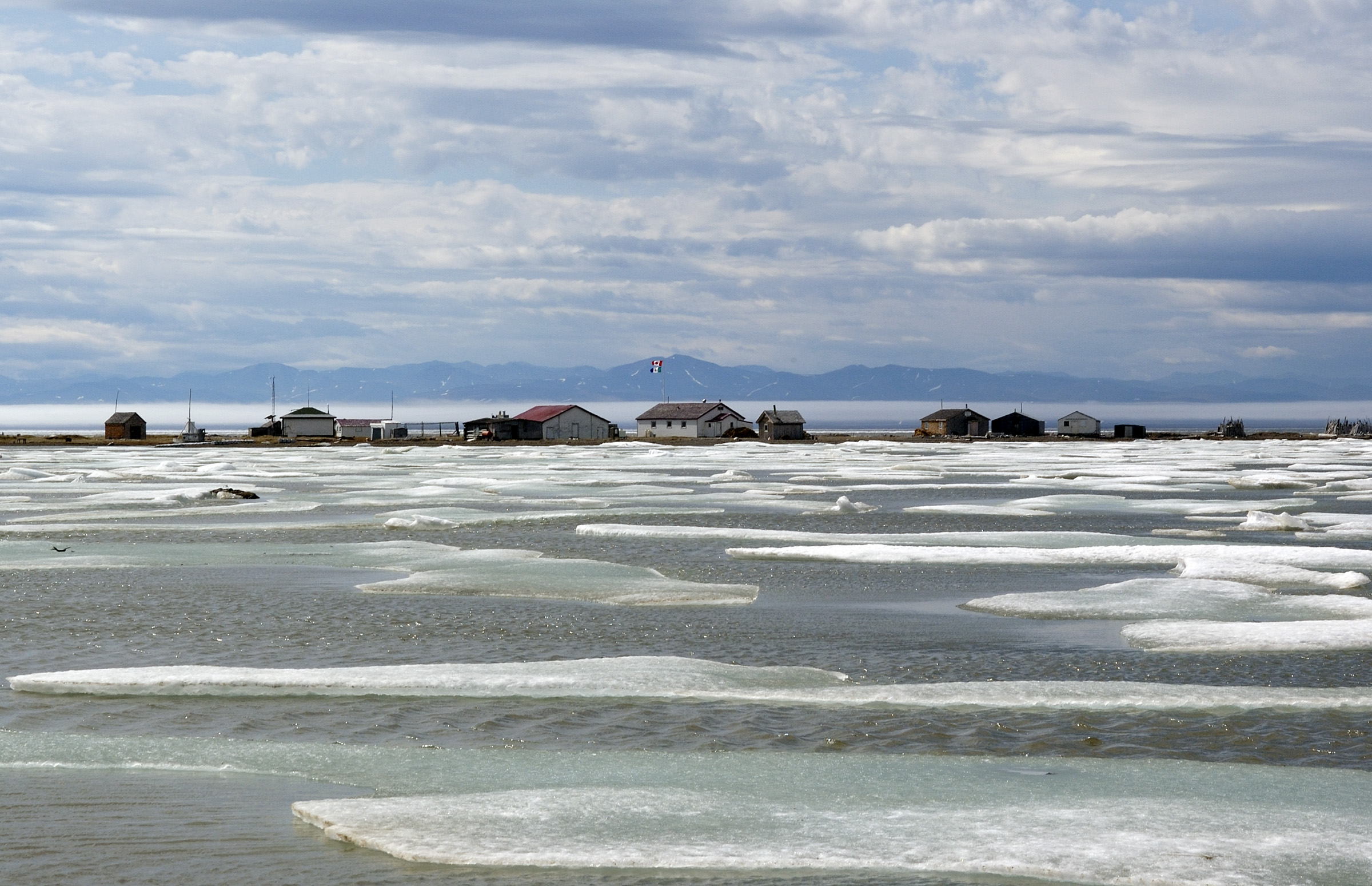
جزيرة هيرشل يوكون بولين كوف